# Żabia Lalka

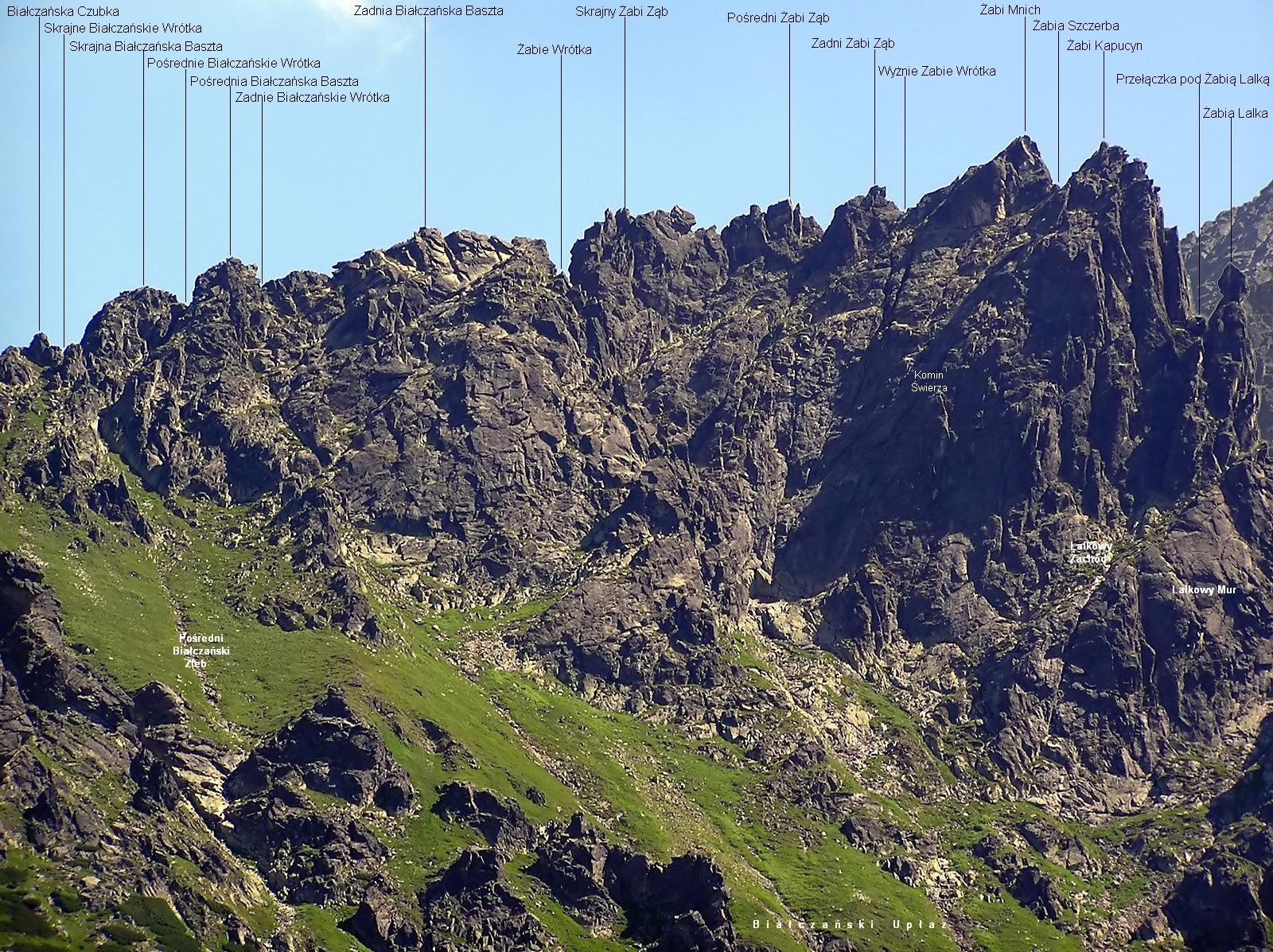
Widok od północy

Żabia Lalka (niem. Froschpupp, słow. Žabia bábika, węg. Békás-Baba, ok. 2095 m) – niewielka turnia w południowo-zachodniej, bocznej grani Żabiego Mnicha. Znajduje się w niej pomiędzy Przełączką pod Żabią Lalką (2080 m) a Wyżnim Lalkowym Przechodem. Na południowo-wschodnią stronę Żabia Lalka opada ścianą do Wyżniego Białczańskiego Żlebu. W połowie wysokości przecina ją Lalkowy Chodnik.
Turnia ma dość charakterystyczny kształt kręgla lub lalki. Nazwa turni związana jest z jej kształtem oraz położeniem w Żabiej Grani (Žabí hrebeň). Jest jednym z kilku charakterystycznych obiektów, które rzucają się w oczy w widoku znad Morskiego Oka.
Z rzadkich w Polsce gatunków roślin stwierdzono występowanie na niej ukwapu karpackiego.

## Taternictwo
Turnia dostępna jest tylko dla taterników. Nawet najłatwiejsza droga wspinaczkowa jest zbyt trudna lub zbyt eksponowana dla turysty. Pierwsze odnotowane wejście – Janusz Chmielowski, Gyula Komarnicki, Adam Kroebl z przewodnikiem Józefem Gasienicą Tomkowym, 5 sierpnia 1908 r. (drogą z Przełączki pod Żabią Lalką).
1. Z Przełączki pod Żabią Lalką; II w skali tatrzańskiej, czas przejścia 15 m
2. Południowo-wschodnią ścianą; V, 1 godz.
3. Południowo-zachodnią granią; V, 3 godz.
4. Północno-zachodnią ścianą; V, 1 godz.[2]

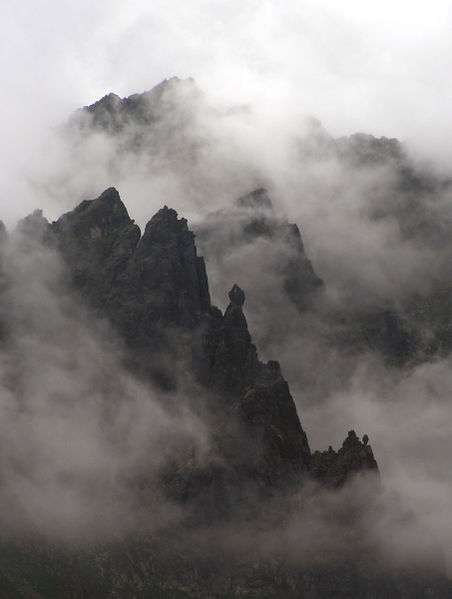
Żabi Mnich i Żabia Lalka
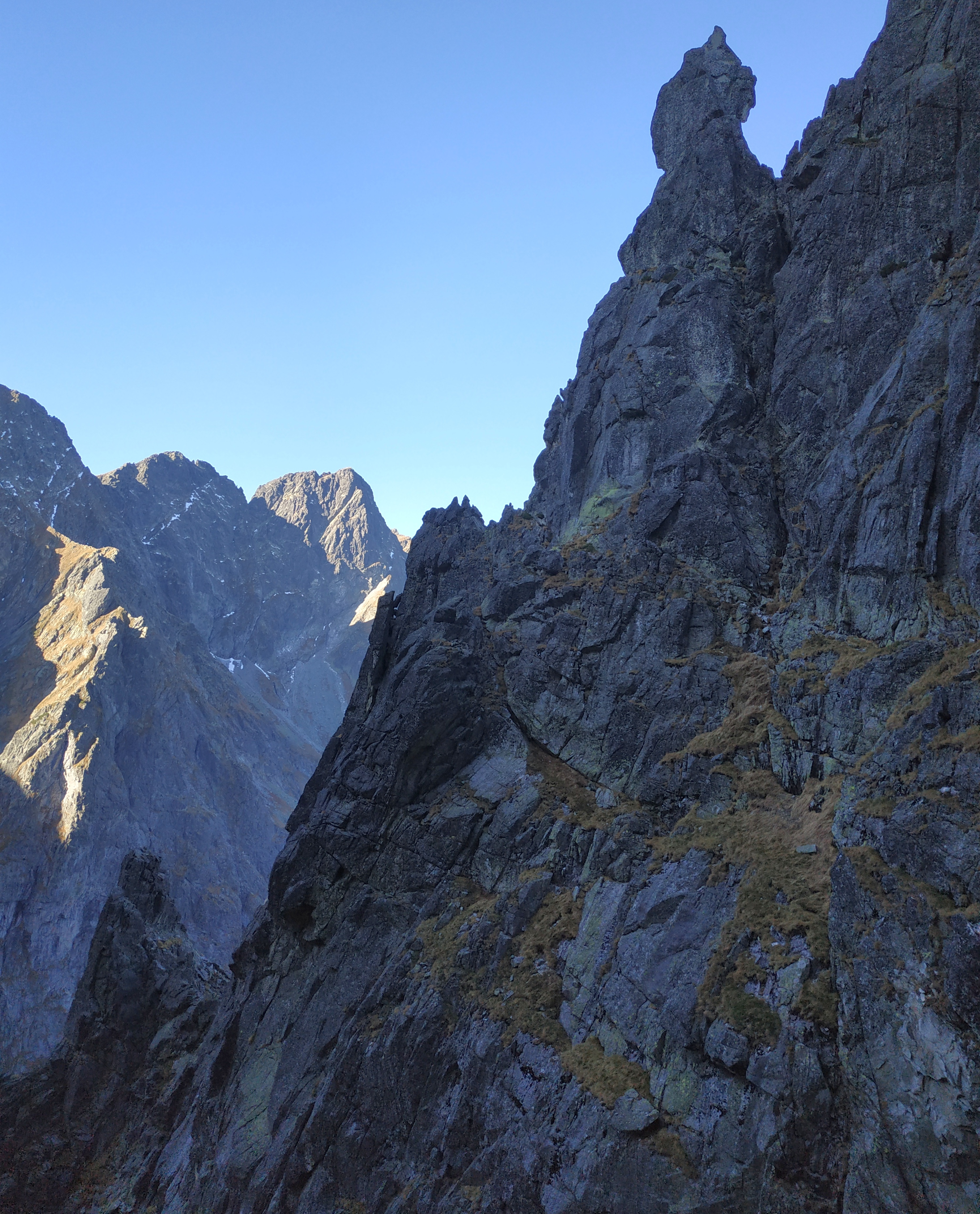
Żabia Lalka i grań poniżej niej
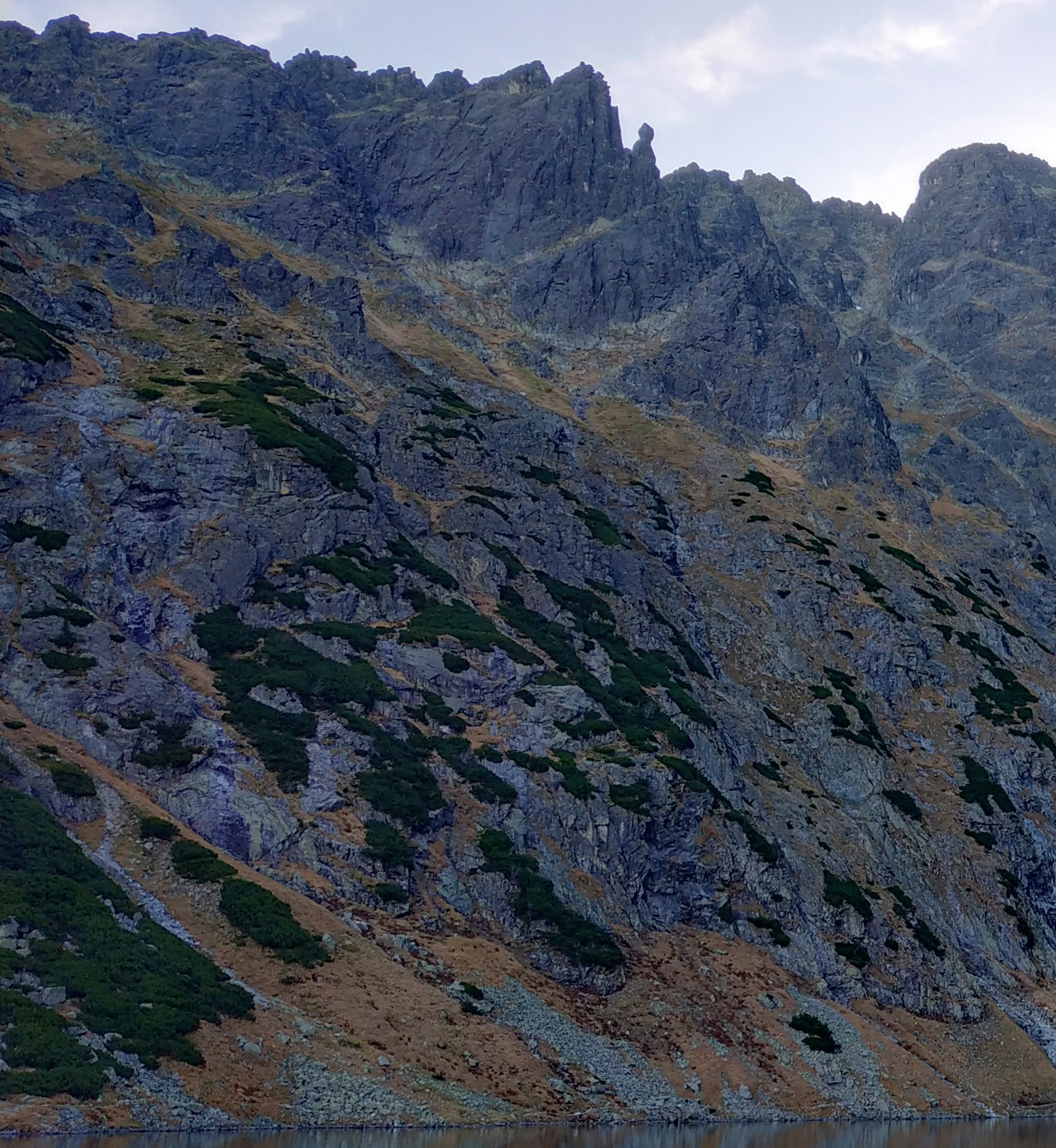
Widok Na Żabią Lakę z Czarnego Stawu